# ديميتريوس نيكولاو
ديميتريوس نيكولاو (باليونانية: Δημήτρης Νικολάου)‏ (13 أغسطس 1998 باليونان - ) هو لاعب كرة قدم يوناني في مركز الدفاع.

## وصلات خارجية
- ديميتريوس نيكولاو على موقع الاتحاد الأوربي (الإنجليزية)
- ديميتريوس نيكولاو على موقع إي إس بي إن إف سي (الإنجليزية)
- ديميتريوس نيكولاو على موقع قاعدة بيانات كرة القدم.إي يو (الإنجليزية)
- ديميتريوس نيكولاو على موقع ناشيونال فوتبول تيمز (الإنجليزية)
- ديميتريوس نيكولاو على موقع Soccerway.com (الإنجليزية)
- ديميتريوس نيكولاو على موقع AS.com (الإسبانية)